# 팔차노델마시코
팔차노델마시코(이탈리아어: Falciano del Massico)는 이탈리아 캄파니아주 카세르타도의 코무네다. 나폴리로부터 북서쪽으로 50km, 카세르타로부터 북서쪽으로 35km거리에 있다. 이곳은 화산폭발로 생긴 팔치아노 호수로 유명하다.

## 정책
2012년 3월 17일에 줄리오 세사르 파바 시장이 사망금지령을 내렸다. 팔차노델마시코의 공동묘지가 포화 상태에 이르러 현재 주민이 사망하면 이웃 도시에 시신을 묻는 일이 발생하자 시장은 “눈치보며 앙숙 도시의 공동묘지를 이용하느니 차라리 죽지 말자”며 사망 금지령을 선포한 것이다.